# Ferramenta CASE
Ferramentas CASE (do inglês Computer-Aided Software Engineering) é uma classificação que abrange todas as ferramentas baseadas em computadores que auxiliam atividades de engenharia de software, desde análise de requisitos e modelagem até programação e testes. Podem ser consideradas como ferramentas automatizadas que tem como objetivo auxiliar o desenvolvedor de sistemas em uma ou várias etapas do ciclo de vida do desenvolvimento de um software.

## Categorização
Não há um padrão definido para a categorização das CASE, no entanto os termos abaixo são os que melhor o identificam.
1. Front End ou Upper CASE: apoia as etapas iniciais de criação dos sistemas: as fases de planejamento, análise e projeto do programa ou aplicação.
2. Back End ou Lower CASE: dão apoio à parte física, isto é, a codificação, testes e manutenção da aplicação.
3. I-CASE ou Integrated CASE: classifica os produtos que cobrem todo o ciclo de vida do software, desde os requisitos do sistema até o controle final da qualidade.

Os ambientes de desenvolvimento integrado (IDEs) têm maior destaque e suportam:
- Editor
- Compilador
- Debug
- Geração de código
- Ferramentas de modelagem
- Deploy
- Testes automatizados Yrla
- Refatoração

## Classificação
Controle de VersãoCVS, Subversion, Git, Mercurial, Bazaar, StarTeam Borland, Rational Clearcase, entre outros.
Gerência de projetosMicrosoft Project, dotProject, Xplanner, Google Code
EdiçãoMicrosoft Word, JBuilder, Wiki, Open Office, Eclipse, NetBeans, Rational Rose, Astah, ArgoUML, Star UML
Ferramentas de prototipagemAdobe PageMaker, NetBeans, JBuilder, Delphi,Visual Basic, Lazarus
Suporte a programaçãoCompiladores - JDK
Banco de Dados – Oracle, MySQL, PostgreSQL
Teste - JUnit
Automação de tarefas - Apache Ant, Apache Maven
Análise de programasAnalisadores estáticos - HPROF
TesteJUnit (unitários)
DepuraçãoSistemas interativos de depuração
Geração de códigoTransformica, Unitech CodeFSW, JEE Spider
DocumentaçãoEditores de texto (Ex: Microsoft Word, OpenOffice)
Geradores de documentos (Ex: Javadoc)
Editores de texto colaborativo (Ex: wiki)
ReengenhariaSistemas de reestruturação de programas
Ferramentas IntegradasAgrupam diversas funcionalidades
Ferramentas de MétricasCostar, USC-COCOMO, Calico
Ferramentas de PlanejamentoFoundation

## Objetivos
- Melhoria da qualidade de software
- Aumento da produtividade no processo de software

## Vantagens do uso de ferramentas CASE
- Qualidade no produto final
- Produtividade
- Agilizar o tempo para tomada de decisão
- Menor quantidade de códigos de programação
- Melhoria e redução de custos na manutenção
- Agilidade no retrabalho do software
- Maior facilidade para desenvolvimento

## Desvantagens do uso de ferramentas CASE
- Incompatibilidade de ferramentas
- Formação para utilização

## Seleção e avaliação de ferramentas CASE

### Avaliação
Processos nos quais vários aspectos de uma ferramenta CASE são medidos, considerando-se critérios definidos. Os resultados são armazenados para uso posterior. Avaliar ferramentas CASE é muito mais que simplesmente comparar preços e condições de pagamento.
Se não há familiaridade com nenhuma é preciso definir e estudar essa metodologia antes mesmo de comprar ferramentas.
Uma forma bastante comum para o processo de avaliação é a utilização de questionários que buscam abranger todas as características de ferramentas CASE.

### Seleção
Processo nos quais os dados de uma ou mais avaliações de ferramentas são ponderados e comparados, considerando-se critérios definidos, para determinar se uma ou mais ferramentas podem ser recomendadas para a adoção.
A proposta do processo de seleção é identificar a ferramenta CASE mais adequada entre as candidatas e certificar-se que a ferramenta recomendada atende aos requisitos originais dos usuários.
Pode iniciar quando os relatórios de avaliação estiverem concluídos. Um algoritmo de seleção deve ser definido e aplicado aos resultados da avaliação.

## Norma ISO/IEC 14102
Esta norma trata da seleção e avaliação de ferramentas CASE, e cobre parcial ou todo o ciclo de vida da engenharia de software. Estabelece processos e atividades a serem aplicadas na avaliação de ferramentas e na seleção da ferramenta mais apropriada dentre diversas candidatas. Estes processos são genéricos e as organizações devem adaptá-los de acordo com suas necessidades.